# Sofia Vicoveanca

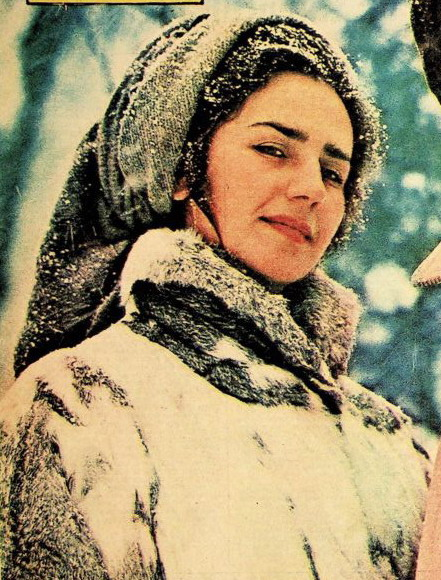
Sofia Vicoveanca, 1983

Sofia Vicoveanca (* 23. September 1941 in Toporăuți, Kreis Czernowitz, Bukowina, Königreich Rumänien, eigentlich Sofia Fusa) ist eine  Sängerin rumänischer Volksmusik und Schauspielerin.

## Werdegang
Sofia Vicoveanca wurde als Sofia Fusa geboren. Sie war eines der vier Kinder des Kaufmanns Gheorghe Fusa und seiner Frau Veronica. Nach der Annexion der nördlichen Bukowina durch die Sowjetunion wurde ihr Vater gefangen genommen. Zusammen mit ihrer Mutter flüchtete sie nach Vicovu de Jos, Kreis Suceava. Aus Liebe zu ihrer neuen Heimat gab sie sich später den Künstlernamen Sofia Vicoveanca, was so viel bedeutet wie Sofia aus Vicov.
Aufgrund ihrer Armutserfahrungen als Flüchtling in jungen Jahren lernte sie zunächst das traditionelle Handwerk der Bukowina. Später absolvierte Viocveanca die Şcoala Populară de Artă in Suceava, wo sie eine musikalische Ausbildung erhielt, bevor sie 1959 im Rahmen eines Wettbewerbs als Solistin für Volksmusik für das Ensemble Ciprian Porumbescu engagiert wurde. 1966 veröffentlichte Vicoveanca ihr erstes Album Cântec de nuntă (dt. Hochzeitslied). Ab 1998 war sie Solistin im Ensemble Rapsozii Botoșanilor in Botoșani.
Das Repertoire von Sofia Vicoveanca umfasst Schlaflieder, Hochzeitslieder, Doinas (traditionelle rumänische Klagelieder), Weihnachtslieder und Balladen, die ihren inhaltlichen Schwerpunkt in der Bukowina haben.
Im Laufe ihrer Karriere veröffentlichte sie zehn Soloalben und sechs Kollaborationen, die auf Vinyl-Schallplatte, MC, Video und CD erschienen sind. Vicoveanca hatte Auftritte in Rumänien und im Ausland. So tourte sie durch die Republik Moldau, die USA, Israel, Portugal, Frankreich, Dänemark, Deutschland und Jugoslawien.

## Auszeichnungen
In Anerkennung ihrer fast fünfzigjährigen Tätigkeit für die rumänische Volksmusik wurde Sofia Vicoveanca mehrfach ausgezeichnet:
- Medaille „Meritul Cultural“ (1973)
- Medaille „Tudor Vladimirescu“ (1975)
- Medaille „Meritul Cultural“ (1976)
- Crucea Națională „Serviciul Credincios“ (2002)
- Medaille „Meritul Cultural“ (2004)

Vicoveanca wurde mit dem Ehrenbürgerpreis von Suceava, Rădăuţi, Siret, Pojorâta, Ciocăneşti und Vicovu de Sus sowie der Gemeinde Ion Creangă, Neamţ und Ciocârlău, Maramureş ausgezeichnet.

## Privates
Sofia Vicoveanca war mit dem 2001 verstorbenen Journalisten Victor Micu verheiratet. Aus der Ehe stammt ein Sohn.

## Andere Projekte
Sofia Vicoveanca hat in mehreren rumänischen Filmen mitgespielt. Sie hat zwei Gedichtbände veröffentlicht: Dureri ascunse (1996) und Cu inima-n palme (2004). Vicoveanca kaufte ein 9 Hektar großes Grundstück im Dorf Vicovu de Jos und ließ dort ein Haus erbauen, in dem sich ein kleines ethnographisches Museum mit einer Ausstellung von Bauernkostümen und Volkskunstgegenständen befindet.